# Bolszoj Dwor (rejon wołogodzki)
Bolszoj Dwor (ros. Большой Двор) – wieś w Rosji, w rejonie wołogodzkim obwodu wołogodzkiego. W 2010 r. liczyła 3 mieszkańców.